# Sydkaktussläktet
Sydkaktussläktet (Parodia) är ett suckulent växtsläkte inom familjen kaktusväxter med cirka 65 arter från Sydamerika. 

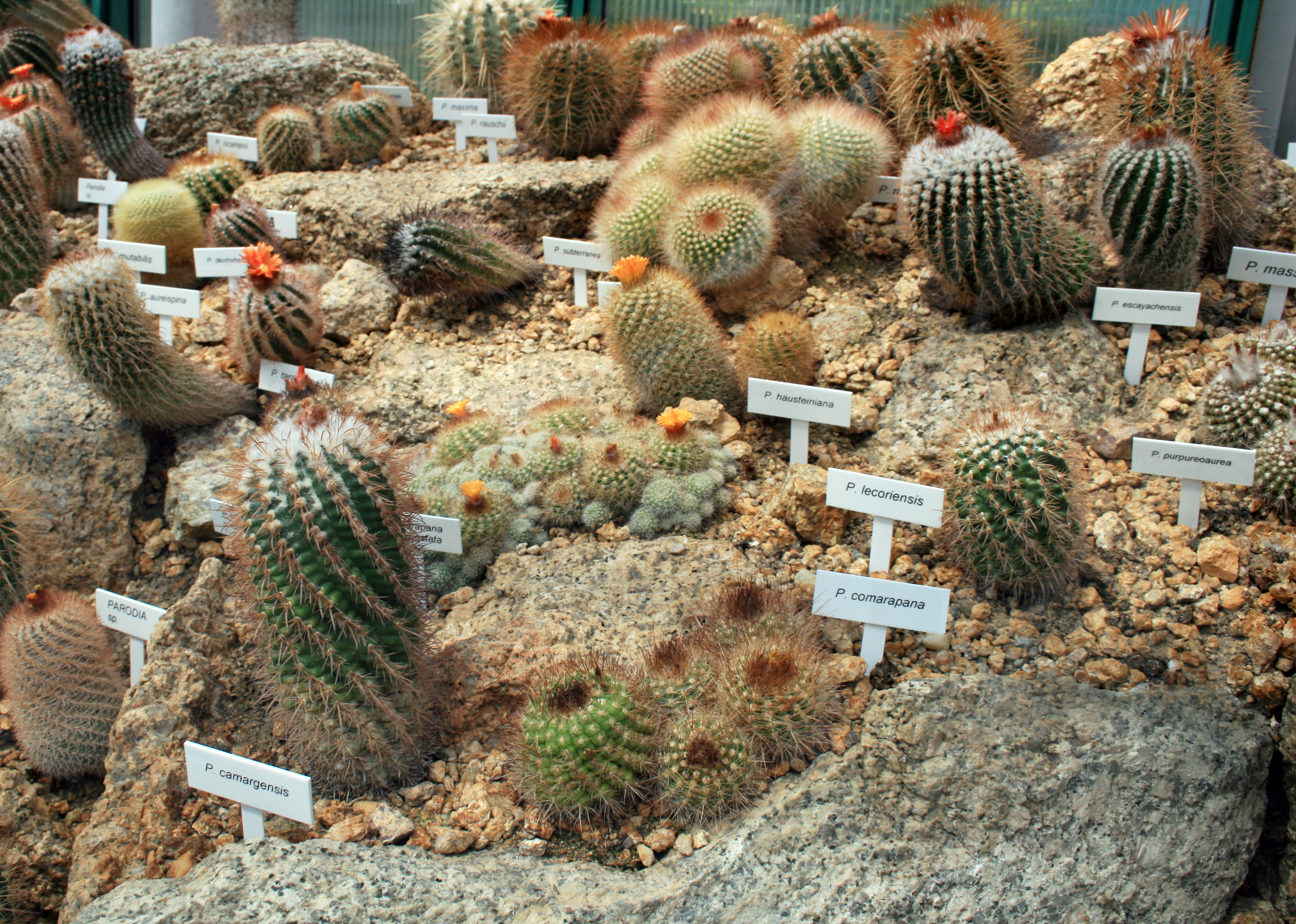
Several plants of genus Parodia in Botanical garden Liberec

## Beskrivning
Parodiaplantor är klotrunda eller korta och cylindriska, är dvärgväxande och blir inte över tjugo centimeter höga. De har en diameter på tio till femton centimeter, åsarna är tydligt markerade och kan vara upp till tjugo stycken. Åsarna är raka eller går något i spiral, rundade eller spetsiga men de har alltid skåror på ett sådant sätt att areolerna sitter i fördjupningarna mellan skårorna. Avståndet mellan areolerna är 1,3 centimeter eller mindre. 

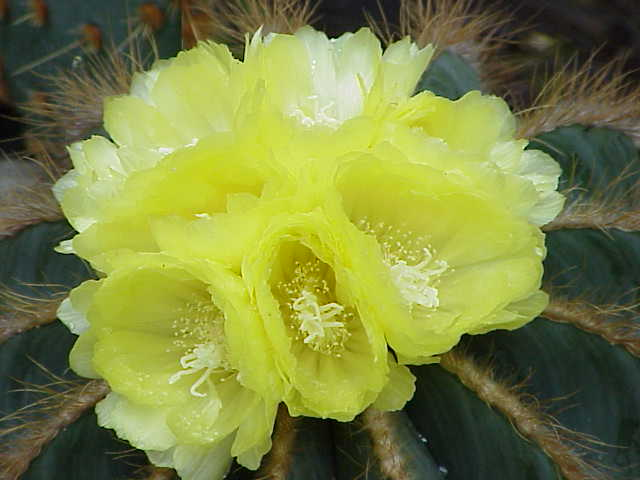
Parodia magnifica

Parodia har upp till tolv radiära taggar, 1,3 till 2,5 centimeter långa och något böjda, vita eller gråbruna mot spetsen. Normalt finns det endast en centraltagg, som är upp till 2,5 centimeter lång och har samma färg som radiärerna. Areolerna är mycket ulliga då de är nya, så att hela plantans centrum blir mycket vit och ullig. Blommorna är gula, upp till fem centimeter i diameter och kommer i regel i plantans centrum. Pistillens märke är rött och sitter framskjutet i centrum av ståndarna. Utsidan av blompipen är täckt av ull, fjäll och borstliknande taggar. Frukten utvecklas några veckor efter det att blommorna vissnat, är rosa och upp till 2,5 centimeter långa.

## Förekomst
Släktet parodia hör huvudsakligen hemma i låglands- och kustområdena i Uruguay, Paraguay och södra Brasilien. De växer antingen på klippiga, vädränerade platser eller på gräsklädda sluttningar.

## Odling
Arterna inom detta släkte är relativt lättodlade och i de flesta fall kan de förväntas blomma inom fyra till fem år efter sådd. De kräver en jordblandning som består av hälften sand och hälften humus. Normal vattning krävs från vår till höst, och under växtperioden bör man bara hålla tillbaka med vattnet då det är mulet ute. De trivs bäst i halvskugga och under vintern bör de hållas svalt, men med en minimumtemperatur på 8ºC, under förutsättning att de hålls helt torra.

## Taxonomi
Följande släkten har flyttats in i släktet och blivit synonymer under Parodia:
| - Acanthocephala Backeb. - Brasilicactus Backeb. - Brasiliparodia F.Ritter - Brasilocactus Frič, nom. inval. - Chrysocactus Y.Itô, nom. inval. - Dactylanthocactus Y.Itô - Eriocactus Backeb. - Eriocephala Backeb. | - Friesia Frič, nom. inval. - Hickenia Britton & Rose - Malacocarpus Salm-Dyck - Microspermia Frič - Neohickenia Frič - Notocactus (K.Schum.) Frič - Sericocactus Y.Itô - Wigginsia D.M.Porter |

Notera att flytten av släktet Notocatus till släktet Parodia ägde rum i slutet av 1980-talet och är fortfarande kontroversiellt hos många samlare. Att botanister och odlare har olika syn på kaktusars systematik är inget ovanligt. Dock kan en stor del av den förvirrade taxonomin inom familjen kaktusväxter förklaras av att amatörodlare och samlare försökt göra botanisk forskning.

## Arter med svenska namn

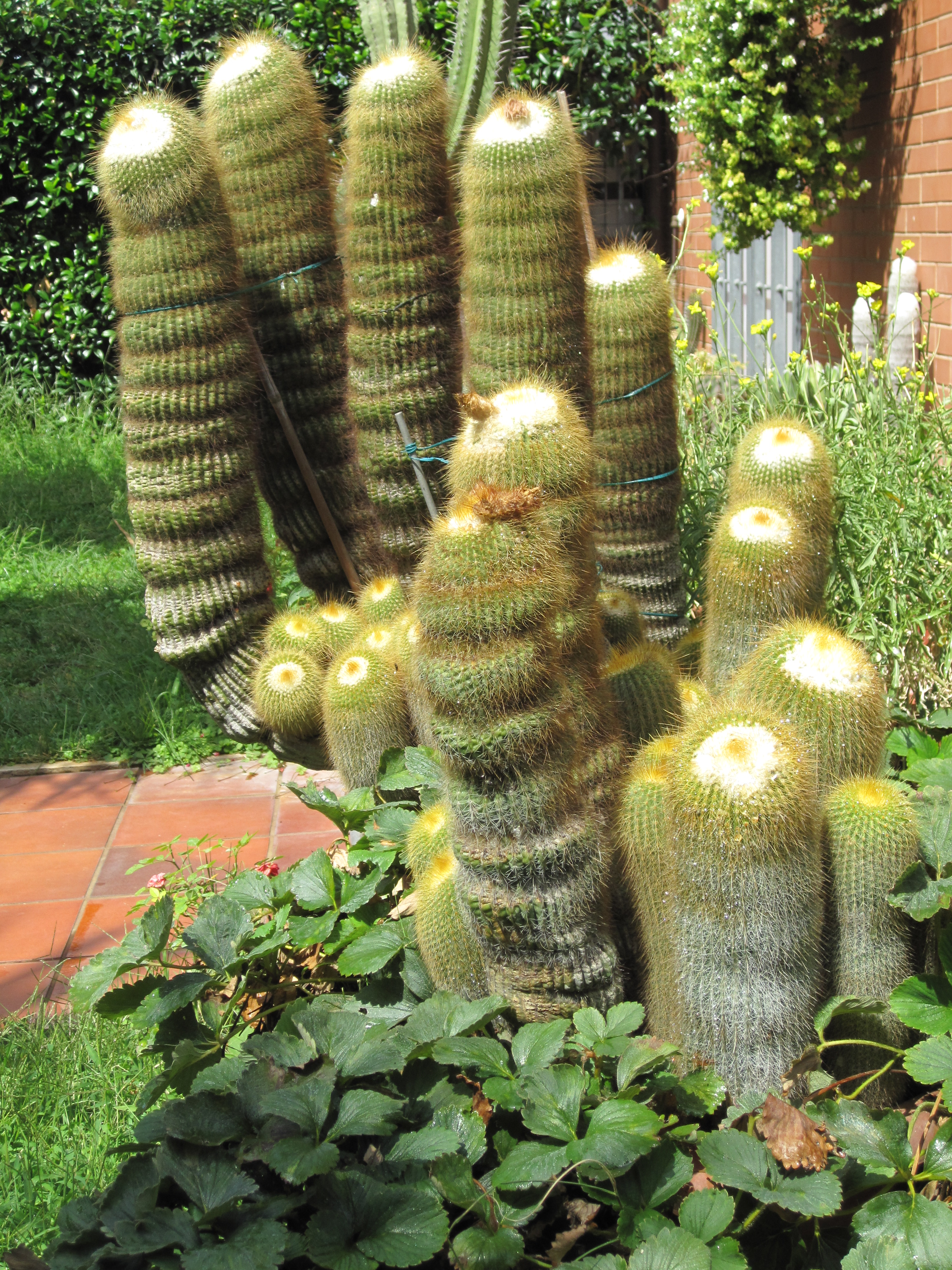
Parodia leninghausii

| Blågrå sydkaktus (P. buiningii) Blekgul sydkaktus (P. procera) Blodsydkaktus (P. ritteri) Bredvårtig sydkaktus (P. crassigibba) Cylindersydkaktus (P. schumanniana) Eggsydkaktus (P. oxycostata) Falsk kvastsydkaktus (P. rudibuenekeri) Fingersydkaktus (P. tenuicylindrica) Gullsydkaktus (P. leninghausii) Gyllensydkaktus (P. formosa) Haksydkaktus (P. microsperma) | Halmsydkaktus (P. aureicentra) Klotsydkaktus (P. allosiphon) Knölsydkaktus (P. mammulosa) Kroksydkaktus (P. maassii) Kvastsydkaktus (P. scopa) Nålsydkaktus (P. chrysacanthion) Orange sydkaktus (P. horstii) Penselsydkaktus (P. penicillata) Piggsydkaktus (P. mueller-melchersii) Platt sydkaktus (P. turbinata) Praktsydkaktus (P. magnifica) | Scharlakanssydkaktus (P. nivosa) Silversydkaktus (P. haselbergii) Skålsydkaktus (P. concinna) Sommarsydkaktus (P. ottonis) Svavelsydkaktus (P. werdermanniana) Sydkaktus (P. haselbergii ssp. graessneri) Tofssydkaktus (P. ayopayana) Tättaggig sydkaktus (P. stuemeri) Ullsydkaktus (P. erinacea) |